# Bitwa morska pod Texel
Bitwa morska pod Texel (zwana także bitwą pod Kijkduin, szczególnie w Holandii) – starcie zbrojne, które miało miejsce 21 sierpnia 1673 podczas III wojny angielsko-holenderskiej, będącej częścią ogólnoeuropejskich zmagań w ramach wojny Francji z koalicją.

## Wstęp
Flota holenderska zamierzała zapobiec wysadzeniu desantu przez flotę angielsko-francuską. Flotą sprzymierzonych dowodził książę Rupert, prowadząc osobiście centrum, podczas gdy awangardą dowodził d’Estrées, a ariergardą Edward Spragge. Flota ta obejmowała 92 okręty liniowe i fregaty – w tym 30 liniowców i fregat francuskich – oraz 30 branderów, a do tego zaokrętowanych było 4000 żołnierzy na liniowcach i fregatach oraz 2000 na transportowcach. Flota holenderska (75 okrętów liniowych i fregat i 30 branderów) dowodzona była przez admirała de Ruytera. Awangardą dowodził Adriaen Banckert, a ariergardą Cornelis Tromp.
De Ruyter najpierw zdecydował się nie opuszczać swojej pozycji obronnej w Schooneveld, gdzie mógł z powodzeniem walczyć z flotą sprzymierzonych, jak w podwójnej bitwie pod Schooneveld, jednak rozkaz stadhoudera Wilhelma Orańskiego zmusił go do opuszczenia bezpiecznej pozycji i wypłynięcia w morze w celu uratowania wracającej z Indii Holenderskich Floty Przyprawowej.

## Bitwa
Chociaż znacznie słabszy, de Ruyter, wykorzystując pomyślne dla siebie warunki pogodowe, posłał swoją awangardę pod wodzą Banckerta w celu oddzielenia sił głównych sprzymierzonych od ich awangardy, na której czele stał d’Estrées. Taktyka ta okazała się skuteczna i francuskie okręty były niezdolne do odegrania znaczącej roli w dalszych walkach. Doszło do wyczerpującej bitwy między angielskim centrum i ariergardą a główną masą floty holenderskiej. Obie strony po wielogodzinnej zażartej walce poniosły ciężkie straty.
Spragge i Tromp, dowodzący ariergardami, zwierali się wielokrotnie (za każdym razem Spragge publicznie przysięgał, że tym razem albo zginie albo dopadnie swego starego przeciwnika Trompa). Z powodu uszkodzeń swoich okrętów obaj dowódcy musieli trzykrotnie przenosić się na nową jednostkę. Za trzecim razem Spragge utonął, gdy jego łódź transportowa została trafiona ogniem działowym. Walka doprowadziła obie floty do stanu wyczerpania, a Anglicy w końcu zrezygnowali z próby wysadzenia swoich wojsk (w tym czasie wojska desantowe wciąż czekały na zaokrętowanie w Anglii). Obie strony wycofały się.

## Po bitwie
Żaden z okrętów holenderskich nie został zatopiony, jednak wszystkie okręty obu stron zostały uszkodzone, w tym znaczna część poważnie. Zginęło około 3000 ludzi – 2000 Anglików i Francuzów oraz 1000 Holendrów, do tego Anglicy stracili 9 okrętów. Po bitwie książę Rupert miał pretensje do Francuzów, że ci w znacznym stopniu wymigali się od walki, jednak historycy przypisują brak udziału Francuzów w bitwie błyskotliwym manewrom de Ruytera. Prawdą jest jednak, że hrabia d’Estrées otrzymał od Ludwika XIV bardzo wyraźne rozkazy, by nie narażać zbytnio floty francuskiej, co on sam przyznał po bitwie. Pomimo swego nierozstrzygniętego charakteru, bitwa była strategicznym sukcesem Holendrów. W następnych miesiącach Holendrzy zawarli sojusz z Hiszpanią, a Francuzi wycofali się z terenów Zjednoczonych Prowincji Niderlandów. Trzecia wojna angielsko-holenderska zakończyła się podpisaniem Traktatu w Westminster w 1674 i aż do 1781 roku była to ostatnia wojna pomiędzy Holandią i Anglią.